# Moustajon
Moustajon är en kommun i departementet Haute-Garonne i regionen Occitanien i södra Frankrike. Kommunen ligger i kantonen Bagnères-de-Luchon som tillhör arrondissementet Saint-Gaudens. År 2022 hade Moustajon 127 invånare.

## Befolkningsutveckling
Antalet invånare i kommunen Moustajon
Referens:INSEE